# Krystyna Karwowska
Krystyna Irena Karwowska (ur. 1 maja 1931, zm. 14 stycznia 2018) – polska profesor nauk rolniczych. Specjalizowała się w zagadnieniach z zakresu ogrodnictwa, w tym roślin leczniczych. Profesor i wykładowca w Wyższej Szkole Ekonomiczno-Humanistycznej im. prof. Szczepana A. Pieniążka w Skierniewicach oraz na Wydziale Ogrodnictwa i Biotechnologii Szkoły Głównej Gospodarstwa Wiejskiego w Warszawie.

## Życiorys
Studiowała na Wydziale Ogrodnictwa w warszawskiej SGGW. Naukę ukończyła w roku 1954. Sześć lat później została kierownikiem pracowni Technologii i Badań Substancji Smakowych i Zapachowych w Instytucie Przemysłu Fermentacyjnego. Stopnie doktora oraz doktora habilitowanego nauk technicznych uzyskała kolejno w 1966 i 1974 na Politechnice Łódzkiej. W 1979 roku została profesorem nadzwyczajnym, w 1988 zwyczajnym. Kierowała także Zakładem Roślin Leczniczych w Katedrze Roślin Warzywnych i Leczniczych SGGW. Pracownik Herbapolu.
Współautorka skryptu pt. Suszarnictwo i przetwórstwo ziół .
Zmarła 14 stycznia 2018, pochowano ją na Cmentarzu Wojskowym na Powązkach.

## Nagrody i wyróżnienia
Uhonorowana m.in.:
- Krzyżem Kawalerskim Orderu Odrodzenia Polski

- Złotym Krzyżem Zasługi

- Odznaką „Zasłużony Pracownik Przemysłu Spożywczego i Skupu”

- Nagrodą Ministra Przemysłu Spożywczego i Skupu

- Nagrodą Przewodniczącego Komitetu Nauki i Techniki